# 1984년 하계 올림픽 대한민국 선수단
대한민국은 1984년 7월 28일부터 8월 12일까지 미국 로스앤젤레스에서 열린 제23회 하계 올림픽에 참가했다. 금메달 6개, 은메달 6개, 동메달 7개로 종합성적 10위를 차지하였다.
이 대회는 대한민국이 8년 만에 참가한 하계 올림픽이기도 하다. 대한민국은 소련 모스크바에서 개최된 1980년 하계 올림픽에서 소련의 아프가니스탄 침공에 항의하기 위한 차원에서 미국을 위시한 서방 세계 국가들이 주도한 보이콧에 동참했기 때문에 참가하지 않았다.

## 메달 집계

### 종목별 참가 선수 및 메달 집계
| 종목    | 참가 선수 | 1 | 2 | 3 | 메달 합계 |
| 근대5종 | 3*        |   |   |   | 0         |
| 합계    | 175       | 7 | 3 | 7 | 17        |

### 메달리스트
| 메달   | 이름   | 종목                  | 세부 종목   | 날짜 |
| ------ | ------ | --------------------- | ----------- | ---- |
| 금메달 | 안병근 | 유도                  | 71kg급      |      |
| 금메달 | 하형주 | 유도                  | 95kg급      |      |
| 금메달 | 김원기 | 레슬링 (그레코로만형) | 60kg급      |      |
| 금메달 | 유인탁 | 레슬링 (자유형)       | 66kg급      |      |
| 금메달 | 신준섭 | 복싱                  | 73kg급      |      |
| 금메달 | 서향순 | 양궁                  | 여자개인전  |      |
| 은메달 | 김재엽 | 유도                  | 60kg급      |      |
| 은메달 | 황정오 | 유도                  | 65kg급      |      |
| 은메달 | 김종규 | 레슬링 (자유형)       | 53kg급      |      |
| 은메달 | 안영수 | 복싱                  | 69kg급      |      |
| 은메달 |        | 농구                  | 여자 대표팀 |      |
| 은메달 |        | 핸드볼                | 여자 대표팀 |      |
| 동메달 | 조용철 | 유도                  | 95kg이상급  |      |
| 동메달 | 방대두 | 레슬링(그레코로만형)  | 52kg급      |      |
| 동메달 | 손갑도 | 레슬링 (자유형)       | 48kg급      |      |
| 동메달 | 김의곤 | 레슬링 (자유형)       | 55kg급      |      |
| 동메달 | 이정근 | 레슬링 (자유형)       | 60kg급      |      |
| 동메달 | 전칠성 | 복싱                  | 60kg급      |      |
| 동메달 | 김진호 | 양궁                  | 여자개인전  |      |

## 종목별 성적

### 근대5종
| 선수               | 세부 종목 | 승마 | 펜싱 | 사격 | 수영 | 크로스컨트리 | 합계 | 순위 |
| 정경훈             | 개인      |      |      |      |      |              |      |      |
| 김일               |           |      |      |      |      |              |      |      |
| 강경효             |           |      |      |      |      |              |      |      |
| 정경훈 김일 강경효 | 단체      |      |      |      |      |              |      |      |

### 레슬링
자유형
남자
| 선수 | 세부 종목 | 예선 (상대 /결과) | 16강전 (상대 /결과) | 8강전 (상대 /결과) | 준결승 (상대 /결과) | 패자부활전 1회전 (상대 /결과) | 패자부활전 2회전 (상대 /결과) | 결승 (상대 /결과) | 최종 순위 |

### 배구
남자

| 날짜 | 대한민국 | 세트 스코어 | 상대 팀 | 1세트 | 2세트 | 3세트 | 4세트 | 5세트 | 총득점 |

여자

| 날짜 | 대한민국 | 세트 스코어 | 상대 팀 | 1세트 | 2세트 | 3세트 | 4세트 | 5세트 | 총득점 |

#### 도로 경기
| 선수 | 세부 종목 | 기록           | 최종 순위  |
|      | 남자 도로 | did not finish | no ranking |

### 양궁
| 선수 | 세부 종목 | 1라운드 | 2라운드 | 합계 | 순위 |

### 역도
| 선수 | 세부 종목 | 추상 | 추상 | 인상 | 인상 | 용상 | 용상 | 합계 | 합계 |
| 선수 | 세부 종목 | 기록 | 순위 | 기록 | 순위 | 기록 | 순위 | 기록 | 순위 |

### 육상
| 선수 | 세부 종목 | 예선 | 예선 | 준준결선 | 준준결선 | 준결선 | 준결선 | 결선 | 결선 |
| 선수 | 세부 종목 | 기록 | 순위 | 기록     | 순위     | 기록   | 순위   | 기록 | 순위 |